# Paranastatus verticalis
Paranastatus verticalis is een vliesvleugelig insect uit de familie Eupelmidae. De wetenschappelijke naam is voor het eerst geldig gepubliceerd in 1956 door Eady.